# Madrigal de la Vera

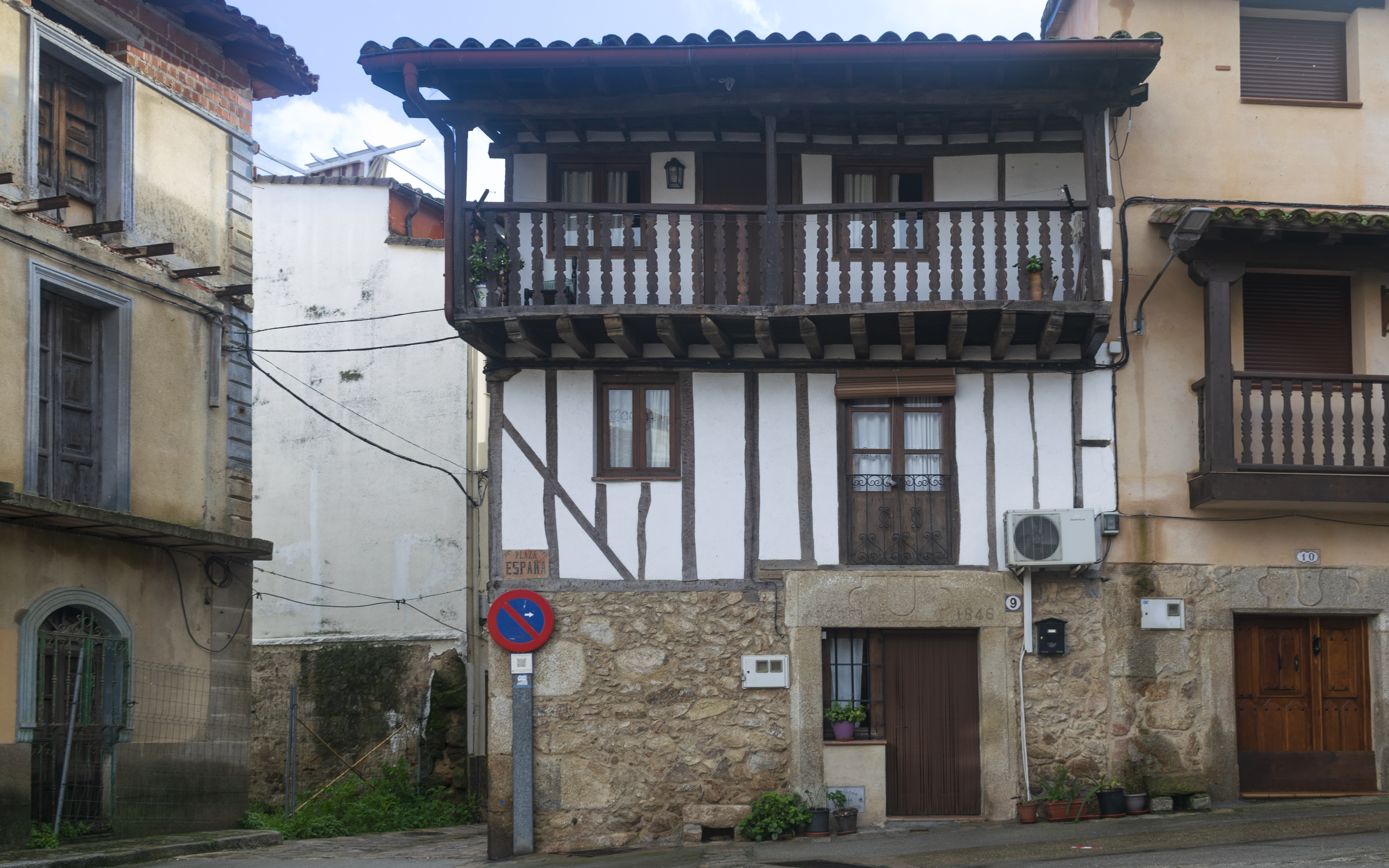
Arquitectura popular.

Madrigal de la Vera es un municipio y localidad española de la provincia de Cáceres, en la comunidad autónoma de Extremadura. El término municipal, perteneciente a la mancomunidad de La Vera, tiene una población de 1533 habitantes (INE 2024) y limita al norte y este con Castilla y León por Bohoyo y Candeleda y al sur con Castilla-La Mancha por Oropesa. Sólo hace frontera con un municipio extremeño, Villanueva de la Vera, por el oeste.

## Toponimia
El topónimo Madrigal es común en el área castellana; se repite, por ejemplo, en Madrigal de las Altas Torres, en la provincia de Ávila.
Riesco Chueca pasa revista a estas diferentes aportaciones y matizaciones a propósito de un paraje también llamado Madrigal en término del pueblo salmantino Calzada de Valdunciel.

## Geografía

### Localización
Madrigal de la Vera está situado en el norte de la provincia de Cáceres en Extremadura, a los pies de la sierra de Gredos integrada en el sistema Central. Cuenta con el privilegio de beber de las aguas de la garganta de Alardos. Está situado entre las provincias de Ávila y Toledo. En la falda de la sierra de Gredos, a pie del pico Almanzor, es paraje ideal para los amantes de la caza y la pesca.
El pueblo limita al norte con la sierra de Gredos y el término municipal de Bohoyo, perteneciente a la provincia de Ávila, al sur con el río Tiétar que lo separa de Las Ventas de San Julián de la provincia de Toledo. Al oeste limita con el pueblo vecino de Villanueva de la Vera, que también pertenece a la provincia de Cáceres. Al este con la garganta de Alardos, que hace de frontera con la provincia de Ávila, de nuevo, y cuya posesión comparte con Candeleda.
La localidad está situada a una altitud de 396 m sobre el nivel del mar.
| Noroeste: Bohoyo (Ávila)        | Norte: Bohoyo (Ávila) | Noreste: Bohoyo (Ávila)    |
| Oeste: Villanueva de la Vera    |                       | Este: Candeleda (Ávila)    |
| Suroeste: Villanueva de la Vera | Sur: Oropesa (Toledo) | Sureste: Candeleda (Ávila) |

### Clima
La localidad es conocida como la "Galicia chica" por la abundancia de agua y sus pastos verdes en cualquier época del año. El embalse de Rosarito, con 86 millones de metros cúbicos, se llena de estación en estación, es una presa estacional y su principal función es laminar las avenidas y procurar una reserva estacional de agua para el regadío, se abastece por la afluencia de sus caudalosas gargantas.
Su clima es más oceánico que mediterráneo. Su temperatura oscila entre los 15 o 16 °C de media, siendo el pueblo de menor altitud de La Vera. El gran contraste de altura entre el pueblo (401 m) y la sierra de Gredos permite ver las cumbres nevadas del pico Almanzor (2592 m) y el pueblo con un sol radiante que invita a sus naranjos y cerezos a florecer, y a las palmeras a mirar a las nieves. La altitud mitiga la latitud y, a medida que vamos subiendo en la sierra, vamos perdiendo un grado de temperatura por cada 150 m de ascensión aproximadamente.
Las precipitaciones en el pueblo y de nieve en las alturas, tiene una medida de 1200 mm y en algunos años se han llegado a superar los 1600 mm.

## Historia

### Prehistoria y Edad Antigua

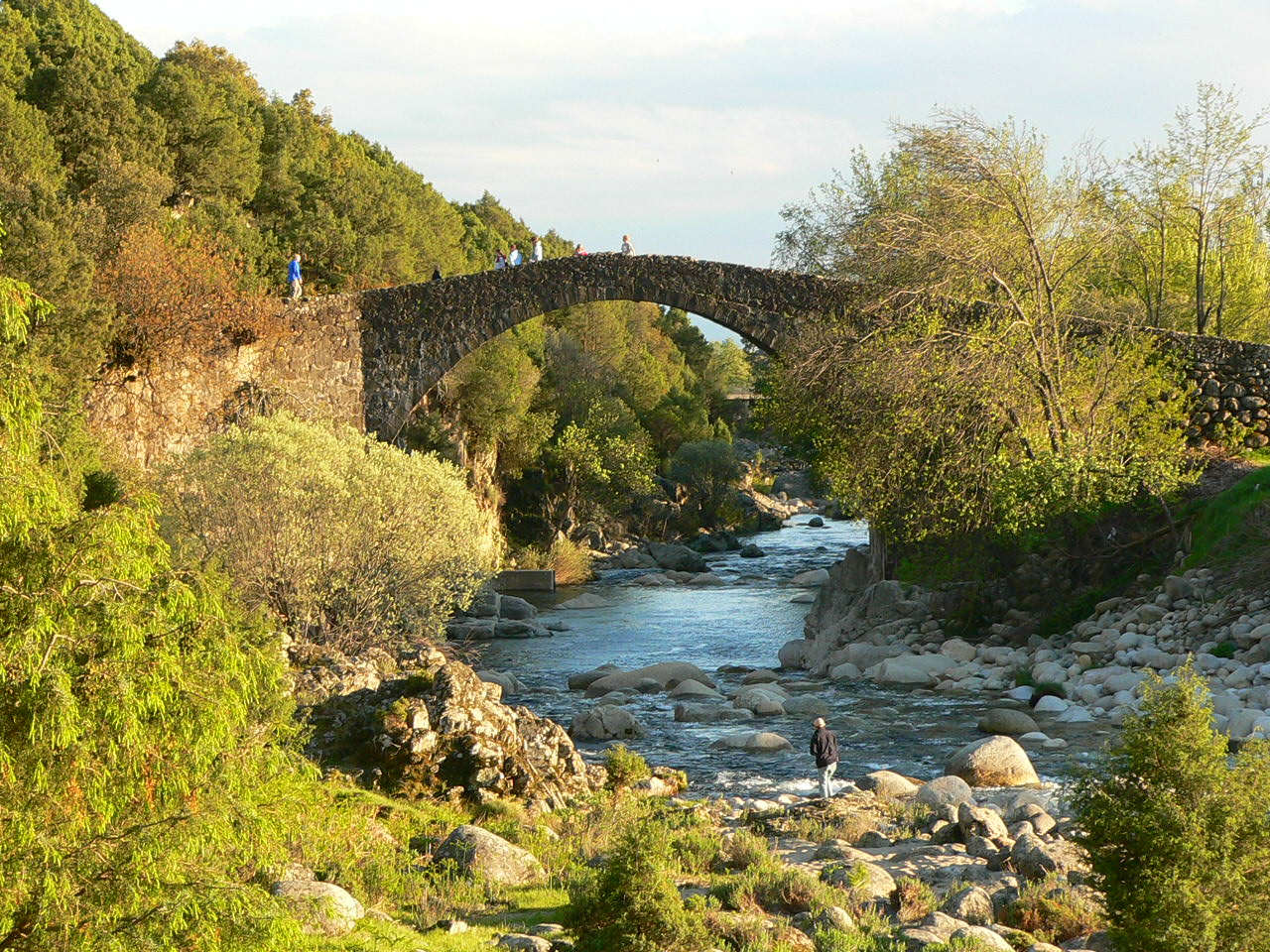
Puente sobre la garganta de Alardos

Los pobladores de Madrigal están probablemente en el origen de los posteriores pobladores del castro vettón de El Raso de Candeleda, ya que en la garganta de Alardos a la altura del mirador y del complejo de La Mata, se documentó una necrópolis del siglo V a. C., excavada de urgencia por Antonio González Cordero y publicada en un número de Studii Zamorensis. Una vez establecidos en el castro ya no se movieron, al ser dejados de lado por los romanos hasta que la adaptación les hizo abandonar los sitios fortificados, ahora inútiles y bajar de nuevo al borde de las ricas vegas, como demuestran los escasos restos romanos localizados a la altura del actual depósito del agua con un ara romana anepígrafa muy interesante. 

### Edad Media y Moderna
El hoy llamado puente romano no data sin embargo de época romana sino de los alrededores del siglo XVIII. A pesar de ello en dicha zona debió existir un puente o vado que conducía hasta los alrededores de Chilla, como indica el camino ibérico que partía de la Madre Vieja, a la altura de San Bernardo y que se perdía en los alrededores de Chilla, y que probablemente fue la base del actual Puente Viejo.
Siglos después, en el siglo XIII, Madrigal de la Vera (que por entonces se llamaba Madrigalejo) fue aldea de Plasencia, hasta que se independizó, junto con Talaveruela, del Señorío de Valverde.
Dada su situación geográfica estratégica y la gran abundancia de agua, debió tener una población bastante grande, como lo demuestra el que su iglesia estuviera en las afueras del pueblo, hasta el primer cuarto del siglo XX en el que Madrigal de la Vera, por razón de la mejor comunicación de la carretera de Plasencia, se ha ido expandiendo más hacia la parte sur con numerosas construcciones nuevas.

### Edad Contemporánea
A la caída del Antiguo Régimen la localidad se constituye en municipio constitucional, entonces conocido como Madrigal en la región de Extremadura que desde 1834 quedó integrado en partido judicial de Jarandilla que en el censo de 1842 contaba con 90 hogares y 493 vecinos. La localidad aparece descrita en el undécimo volumen del Diccionario geográfico-estadístico-histórico de España y sus posesiones de Ultramar de Pascual Madoz de la siguiente manera:

MADRIGAL: ald. con ayunt. en la prov. y aud. terr.de Cáceres (27 leg.), part. jud. de Jarandilla (6), dióc. de Plasencía (14), c. g. de Estremadura (Badajoz 40): sit. en un cerro á la faldas de la sierra de Gredos, camino de Plasencia al puerto del Pico, es el último pueblo de la prov. confinante con la de Avila, y á la der. de la garganta de Alardos, que es la demarcacion de una y otra prov., ventilada de todos aires, con clima frio, y se padecen intermitentes de todos tipos: tiene 62 casas de débil y grosera construccion, en calles irregulares y una plaza: fuera del pueblo 100 pasos al N. se halla la igl. parr. dedicada á San Pedro Apóstol, aneja á la de Valverde y servida por un teniente que reside en Villanueva: el edificio está ruinoso, y á su inmediacion el cementerio sano y capaz. Se surte de aguas potables en una fuente que llaman de los Perales, sin caño ni pilon. No tiene térm. por ser común con el de Valverde y demas pueblos que componían el estado de esta v., perteneciente al conde de Altamira: limitándonos á decir que se halla entre la espresada garganta de Alardos y el Tietar, dominándole por el N. la espresada sierra de Gredos. la parle cultivada por estos vec. y de su propiedad, se gradua en 6 fan. de viña, 60 de pimiento y hortaliza, y 25 de castaños, frutales, higueras y algunos olivos, todo en varias porciones desiguales en cabida y situacion; le bañan los espresados r. y garganta con otros arroyos, cuyas aguas se estraen con azuas para el riego: en el camino del Puerto del Pico, hay un puente sobre Alardos, de cantería y un solo ojo de 45 pies de elevacion. El terreno es como todo el de la Vera, con algun monte de roble, cerro y cord. con muchos y elevados canchales: en las laderas existen los castaños, arboledas y viñas de dominio particular, y en lo mas llano los huertos y frutales: los caminos son el de Plasencia, al Puerto del Pico, otro á Castilla llamado de Sierra Llana, y el que se dirige á Talavera, todos de herradura: el correo se recibe en Villanueva por los mismos interesados. prod.: pimiento, patatas, judias, garbanzos, castañas, lino, poco vino y aceite; se mantiene ganado lanar, cabrio, vacuno, de cerda, caballerías de carga, y se cria mucha pesca de truchas y caza menor. ind. y comercio: 3 molinos harineros, se esportan los frutos del pais devolviendo cereales, por los arrieros que á ello se dedican. pobl.: 90 vec., 493 alm. cap. prod.: 690,300 rs. imp.: 34,515. contr.: 4,019 rs. 9 mrs. presupuesto municipal: 7,000, del que se pagan 400 al secretario y 3,000 al cirujano por su dotacion, y se cubre con los aprovechamientos de pastos comunes y repartimiento vecinal.
(Madoz, 1848, pp. 9-10)

El municipio alcanzó su máximo poblacional en la década de 1960, cuando llegó a contar con alrededor de 3000 habitantes. Desde entonces la población se ha ido reduciendo de forma paulatina hasta aproximadamente la mitad de esa cifra, unos 1500 habitantes.

## Administración y política

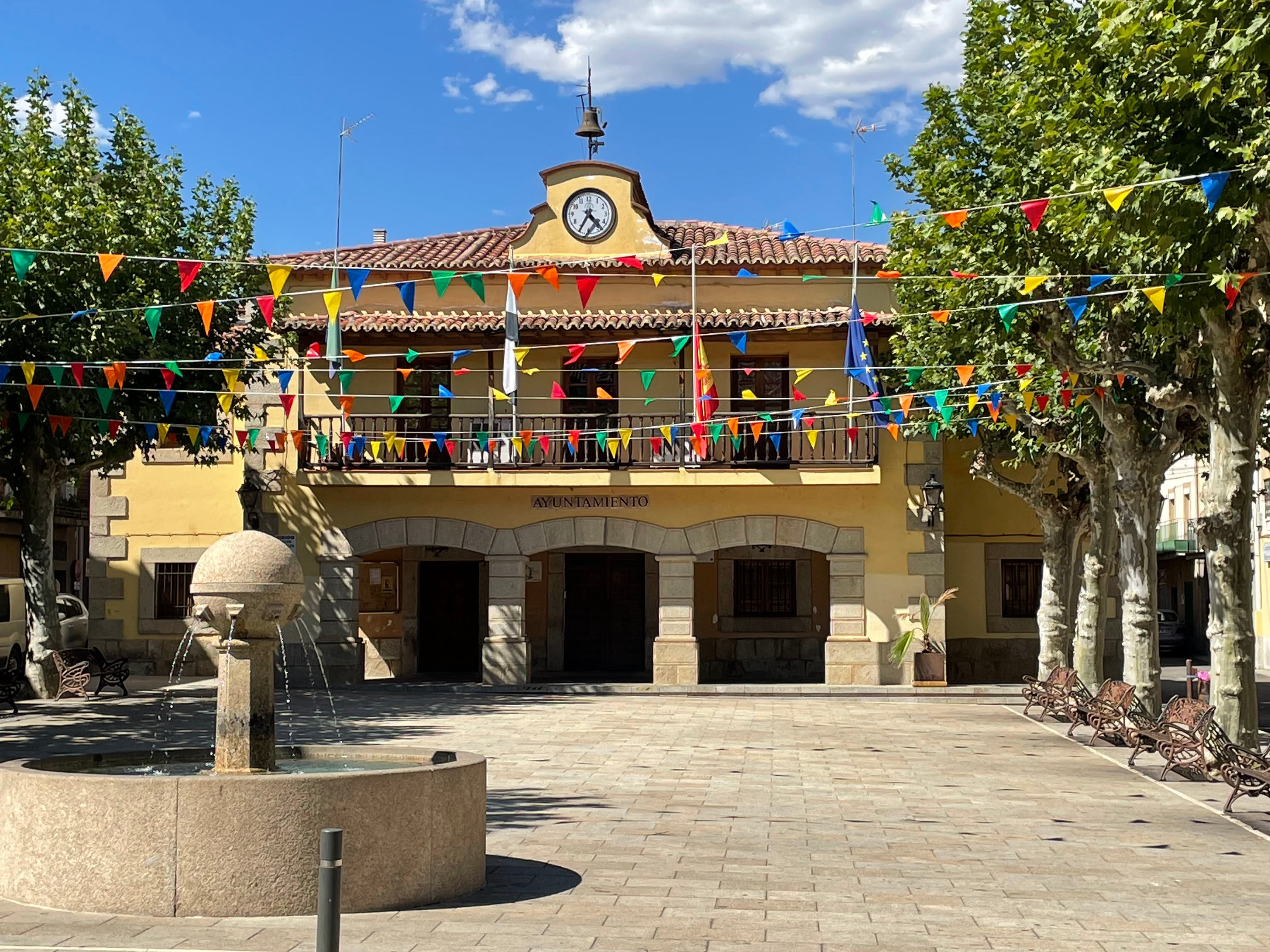
Ayuntamiento de Madrigal de la Vera

En la siguiente tabla se muestran los votos en las elecciones municipales de Madrigal de la Vera, con el número de concejales entre paréntesis, en las elecciones municipales desde 2003:
| Año  | Año | Populares      | Socialistas (PSOE) | Otra izquierda           | Regionalistas             | Otros                    |
| ---- | --- | -------------- | ------------------ | ------------------------ | ------------------------- | ------------------------ |
| 2003 |     | PP: 327 (3)    | PSOE: 472 (4)      | IU-SIEX: 301 (2)         | EU: 83 (0)                | No hubo más candidaturas |
| 2007 |     | PP-EU: 579 (5) | PSOE: 384 (3)      | SIM: 184 (1)             | EU en coalición con el PP | No hubo más candidaturas |
| 2011 |     | PP-EU: 671 (6) | PSOE: 236 (2)      | SIM: 204 (1)             | EU en coalición con el PP | No hubo más candidaturas |
| 2015 |     | PP: 449 (4)    | PSOE: 354 (3)      | IU-LV: 70 (0)            | eX: 183 (2)               | No hubo más candidaturas |
| 2019 |     | PP: 482 (5)    | PSOE: 367 (3)      | No hubo más candidaturas | eX: 163 (1)               | No hubo más candidaturas |

| AP/PP  | 3 | 5 | 6 | 4 | 5 |
| PSOE   | 4 | 3 | 2 | 3 | 3 |
| IU/SIM | 2 | 1 | 1 | 0 |   |
| EU     | 0 |   |   |   |   |
| eX     |   |   |   | 2 | 1 |
| Total  | 9 | 9 | 9 | 9 | 9 |

| Periodo   | Nombre                                                                                              | Partido      |
| --------- | --------------------------------------------------------------------------------------------------- | ------------ |
| 1979-1983 | Jesús Martínez                                                                                      | AE           |
| 1983-1987 | Jesús Tirado Monforte                                                                               | PSOE         |
| 1987-1991 | Jesús Tirado Monforte                                                                               | PSOE         |
| 1991-1995 | Jesús Tirado Moforte (hasta diciembre de 1991) José Luis Hernández Tiemblo(desde diciembre de 1991) | PSOE         |
| 1995-1999 | José J. Tiemblo                                                                                     | EU-CREX-PREX |
| 1999-2003 | José J. Tiemblo                                                                                     | PREX-CREX    |
| 2003-2007 | Urbano Plaza Moreno (hasta 2005) Fernando Tirado (desde 2005)                                       | PP IU-SIEX   |
| 2007-2011 | Urbano Plaza Moreno                                                                                 | PP-EU        |
| 2011-2015 | Urbano Plaza Moreno                                                                                 | PP-EU        |
| 2015-2019 | Luis Carlos Ferreiro                                                                                | PSOE         |
| 2019-2023 | Urbano Plaza Moreno                                                                                 | PP           |
| 2023-act. | Urbano Plaza Moreno                                                                                 | PP           |

## Demografía
Madrigal de la Vera cuenta con una población de 1533 habitantes (INE 2024).
| Gráfica de evolución demográfica de Madrigal de la Vera entre 1842 y 2021                                                                                      |
| |
| Población de derecho según los censos de población del INE Población de hecho según los censos de población del INEEn este censo se denominaba Madrigal: 1842. |

En 1835, fecha de la independencia de Madrigal de la Vera del Señorío de Valverde, contaba con 70 vecinos y 240 almas. Esta población fue aumentando paulatinamente hasta llegar a la cima de casi tres mil habitantes en 1960.

## Economía
La economía del pueblo es principalmente agrícola, con el 48,5 % de población activa dedicándose a esta actividad, el 27,9 % dedicado a servicios, el 18,8 % a la construcción y el 4,8 % a la industria. Esta población activa representa aproximadamente el 50 % de sus habitantes.
Las explotaciones agrarias en un 95,8 % son de un menores de 10 hectáreas, y por tanto muy parceladas. La superficie censada está, en su mayoría dedicada a pastos, una pequeña cantidad a bosques y a tierras de labor de donde salen las materias necesarias para elaborar el pimentón típico de esta zona. El censo ganadero principal lo absorbe el ganado caprino, el queso tierno de cabra es uno de los productos típicos de Madrigal de la Vera.
La cantidad de desempleados en Madrigal de la Vera ronda las 50 personas (42 en el año 2000 según los Datos del INEM de Cáceres), que son aproximadamente el 5 % de la población activa. Cuenta con unos 500 afiliados a la seguridad social (493 en el año 2000). La renta per cápita bruta en el municipio, en el año 2022, alcanzaba los 17.741 €.
Existen en el pueblo una sucursal de banco, otra de caja y una agencia colaboradora (Banco Santander). No hay Cooperativas de Crédito. Cuenta con 22 sociedades limitadas y una cooperativa, superando el rendimiento empresarial los 60 000 € anuales. Según los datos de la Cámara de Comercio e Industria de Cáceres del año 2000, hay extendidas en total, en el pueblo, 191 licencias para Actividades Económicas Empresariales.
El turismo es una parte importante de la economía del pueblo. Registrados como rezan en los informes de la Consejería de Obras Públicas y Turismo del año 2000, Madrigal de la Vera disponía por entonces de tres restaurantes, con 278 plazas habilitadas; dos hostales con 72 plazas, un apartamento de una llave habilitado para ocho usuarios, y dos cámpines de 2.ª que sumaban 296 plazas. Este tipo de establecimientos han crecido en número y calidad en los últimos años, y la nueva oferta en forma de casas rurales hacen que se haya ampliado el abanico de opciones turísticas para los visitantes al pueblo.

## Símbolos

Escudo de Madrigal de la Vera

El escudo heráldico y la bandera que representan al municipio fueron aprobados oficialmente el 27 de abril de 1998. El escudo se blasona de la siguiente manera:

Escudo entero, de sinople puente de plata mazonado de sable sobre ondas de azur y plata, surmontado de dos llaves de plata paralelas. Al timbre Corona Real cerrada.
Diario Oficial de Extremadura n.º 63 de 4 de junio de 1998

La descripción textual de la bandera es la siguiente:

Bandera rectangular, de proporciones 2/3, formada por tres franjas horizontales en proporciones 4/6, 1/6 y 1/6, siendo verde la superior, negra la intermedia y azul la inferior con el escudo municipal al centro y en sus colores.
Diario Oficial de Extremadura n.º 63 de 4 de junio de 1998

## Transportes
Por el pueblo pasa la carretera EX-203, que une Plasencia con la mayoría de municipios de La Vera. La EX-203 termina formalmente en el límite entre Madrigal de la Vera y Candeleda, a partir del cual se prolonga al este en las carreteras CL-501 castellano-leonesa y M-501 madrileña. La EX-203 se cruza en Madrigal con la EX-384, que hacia el sur da acceso a la Autovía del Suroeste pasando por Las Ventas de San Julián.

## Servicios públicos
Dispone de un colegio público, con unos 150 alumnos y 12 profesores. No dispone de centros de enseñanza privada.
Posee centro de salud. Tiene una consulta que atiende un médico y dos ATS, con dedicación exclusiva.

## Patrimonio

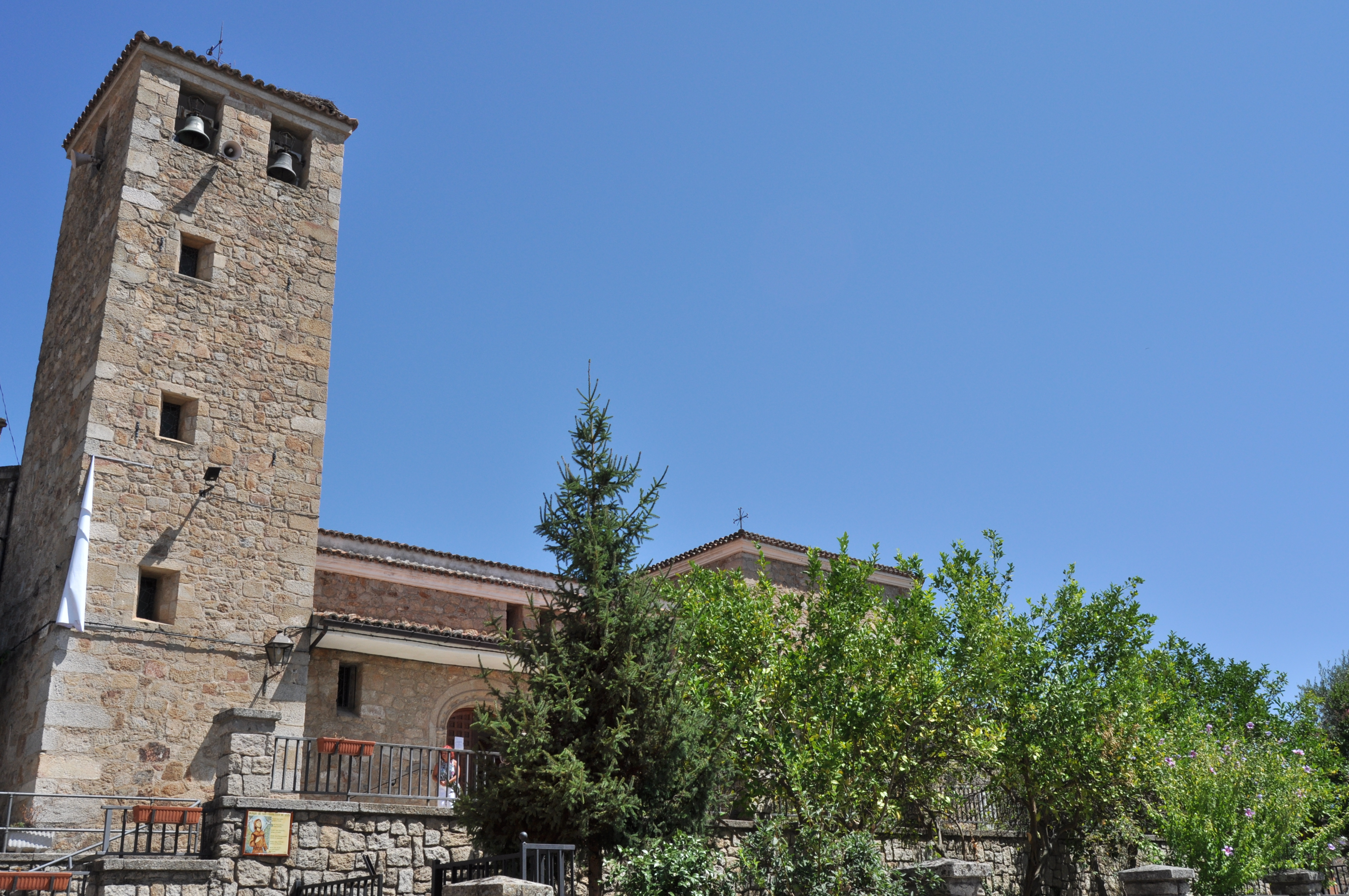
Iglesia de Madrigal de la Vera

Iglesia parroquial católica bajo la advocación de San Pedro Apóstol, en la archidiócesis de Mérida-Badajoz, diócesis de Plasencia, arciprestazgo de Jaraíz de la Vera.
Madrigal de la Vera aún conserva, en la parte alta de la población, numerosas calles y ejemplos con ese rancio sabor verato reflejado en sus casas de adobe y entramados de madera, pudiendo el visitante extasiarse en algunos rincones de gran belleza.
En su paisaje laderas escarpadas, cubiertas de monte bajo y pastizales; bosques frondosos y frescos; cuidados huertos que permiten el autoabastecimiento; el pueblo, con sus casas apiñadas en torno a la plaza vieja, con profusión de construcciones de viviendas de piedra y adobe, con típicos entramados y balconajes de madera. Las Vegas del Tiétar, con abundancia de plantaciones de tabaco, pimiento, etc.

## Cultura

### Festividades
Tiene un gran tirón turístico, tanto en Semana Santa, como en los meses de verano (especialmente en septiembre, fecha de las fiestas municipales). En Semana Santa por su tradición (procesiones, misas...) y por ser una fecha de reunión para los familiares que emigraron del pueblo. En verano la garganta de Alardos atrae a turistas en busca de un baño refrescante.
De antigua tradición es también la celebración de la Calbotá. Los adolescentes y los jóvenes se juntan el día de Todos Los Santos para salir al campo o a secaderos y construcciones agrícolas en las afueras el pueblo para merendar, normalmente asados, y sobre todo para asar castañas, que en la zona se llaman calbotes.
Muy arraigada también está la fiesta de Las Luminarias. El 7 de diciembre, víspera de la Inmaculada, los vecinos se reúnen en barrios, calles y plazas y se encienden grandes hogueras (luminarias), en las que se queman jaras, tomillos, romeros, escoberas e incluso enseres agrícolas y mobiliario inservible, lo que les da una posible intención de purificación, de acabar con lo viejo,  y que se aprovechan posteriormente para asar piezas sobre todo del cerdo (cortezas, ántimas, embutidos, etc.) que comen vecinos y visitantes al calor de las brasas y acompañadas de buen vino de pitarra, como pide el frío que suele hacer en esas fechas.
El último fin de semana de abril, y desde 2016, se celebra Entrevecinos, un evento que reúne en Madrigal autoridades institucionales y vecinos de los pueblos limítrofes, para intercambiar vivencias, experiencias, actitudes, etc. todo ello amenizado con rondas espontáneas y bailes por calles y plazas, con pausas para tomar aliento en los buenos bares y restaurantes de la localidad.

### Gastronomía
Entre los platos y alimentos típicos del lugar se encuentran migas, cabrito, pimientos y productos de matanza.

## Deporte
El municipio cuenta con un equipo de fútbol que en la temporada 2010-2011 jugaba en la primera regional, el CD Madrigal de la Vera.
Actualmente, y desde 2014, Madrigal cuenta con un equipo de voleibol alevín escolar femenino, que está cosechando muy buenos resultados en las competiciones tanto regionales como nacionales, que son si cabe más valiosos teniendo en cuenta que es una población de poco más de 1600 habitantes.